# Брест (община Брод)
Вижте пояснителната страница за други значения на Брест.
Брест (на македонска литературна норма: Брест) е село в Северна Македония, в община Брод (Македонски Брод).

## География
Селото се намира в областта Горно Поречие под връх Фойник. Има три махали – Огненовци, Льонгуровци и Филиповци.

## История
В XIX век Брест е село в Поречка нахия на Кичевска каза на Османската империя. В „Етнография на вилаетите Адрианопол, Монастир и Салоника“, издадена в Константинопол в 1878 година и отразяваща статистиката на населението от 1873 година Брез (Brez) е посочено като село с 11 домакинства с 50 жители българи.
Според статистиката на Васил Кънчов („Македония. Етнография и статистика“) от 1900 година Брѣзъ е населявано от 204 жители българи християни.
На Етнографската карта на Битолския вилает на Картографския институт в София от 1901 година Брезе е чисто българско село в Кичевската каза на Битолския санджак с 30 къщи.
Цялото село в началото на XX век е сърбоманско. Според митрополит Поликарп Дебърски и Велешки в 1904 година в Брес има 27 сръбски къщи. По данни на секретаря на Българската екзархия Димитър Мишев („La Macédoine et sa Population Chrétienne“) в 1905 година в Брез има 160 българи патриаршисти сърбомани.
На етническата си карта на Северозападна Македония в 1929 година Афанасий Селишчев отбелязва Бреа като българско село.
След Втората световна война значителна част от населението на Брес мигрира към Брод, прилепските села и Прилеп, селата от Полога и в Скопие и околинностите. Част от населението мигрира в запдноевропейските страни, най-често Германия.
Според преброяването от 2002 година селото има 189 жители – 186 македонци и 3 сърби.

## Църкви
- „Свети Талалей“ – построена през 1922 година, с дарение на Стефко Ангелкович и семейството му. До църквата има камбанария и изворчето Шошор[8]
- „Свети Йоан Кръстител“ – построена през 2004 година, в двора ѝ има подслон, а над църквата се намира извора Горник[8]
- „Свето Преображение Господне“ – намира се на връх Фойник над селото. През месец август жителите от трите села Брест, Косово и Требове организират събор в двора на църквата. През 2012 година църквата е все още в строеж[8]
- „Света Петка“, малката гробищна църква в селото

## Галерия
- Църквата „Св. Талалей“
- Църквата „Св. Преображение“
- Икона на Св. Талалей над входа на едноименната църква
- Каменна плоча, посочваща пътя към „Св. Илия“ край Фойник